# Lee Dong-gook
Lee Dong-gook (hangul: 이동국), född 29 april 1979 i Pohang, är en sydkoreansk före detta fotbollsspelare.
Han spelade för Pohang Steelers, Werder Bremen, Gwangju Sangmu, Middlesbrough och Seongnam FC. Han har spelat över hundra matcher för Sydkoreas landslag och vunnit den inhemska ligan med Jeonbuk Hyundai Motors fyra gånger på sju säsonger. Han har gjort flest mål någonsin i både K League och AFC Champions League.

## Personligt
Sedan 2005 är Lee gift med Lee Su-jin och de har tillsammans fem barn. Lee och hans barn är återkommande på reality programmet The Return of Superman där pappor som är kändisar i Sydkorea får ta hand om sina barn i 48 timmar utan sina fruar.